# Maximato
O Maximato foi um período de desenvolvimento histórico e político no México que ocorreu entre 1 de dezembro de 1928 a 1 de dezembro de 1934. Este período deve seu nome a Plutarco Elías Calles, que era conhecido como El jefe máximo de la Revolución. Elias Calles foi presidente somente no período de 1924 a 1928, mas nos próximos seis anos, foi sucedido por três presidentes, todos subordinados a um maior ou menor grau de interesses e políticas do ex-presidente. Os presidentes e seus respectivos mandatos, são os seguintes:
- Emilio Portes Gil (1928-1930), nomeado pelo Congresso para substituir o presidente eleito Álvaro Obregón, que foi assassinado antes da posse.
- Pascual Ortiz Rubio (1930-1932), eleito para completar o período.
- Abelardo L. Rodríguez (1932-1934), substituto Ortiz Rubio, que renunciou.

A influência do ex-presidente chegou ao fim quando Lázaro Cárdenas del Río o expulsou para fora do país em 1936 depois de ser eleito presidente em 1934.